# Franz Gottfried von Maercken
Franz Gottfried von Maercken (* 1768; † 18. Juni 1833 auf Schloss Myllendonk bei Korschenbroich) war ein deutscher Jurist und der erste Landrat des Kreises Gladbach.

## Leben
Franz Gottfried von Maercken war ein Nachkomme des Peter von Maercken zu Gierath, jülisch-bergischer Kammerrat, und der Sohn von dessen Urenkel, des Amtmanns Johann Anton Rudolf von Maercken (1700–1781) und der Anna Margarita Elisabeth Philippina, geborene von Wüllenweber. Seine Schwestern waren Caroline († 1844), verheiratet mit Joseph von Jordans zu Morenhoven, Johanna „Jeanette“ (1753–1858), verheiratet mit Ferdinand von Pranghe (1769–1832), Richter zu Mettmann, und Maria Konstantia Wilhelmine Josefa (1771–1816); sie heiratete 1804 Johann Justin Joseph Leopold Chevalier Le Fort, Steuereinnehmer zu Viersen, der 1808 versehentlich bei einer Jagd von seinem Schwiegervater tödlich getroffen wurde. Er besuchte das Gymnasium Laurentianum in Köln und wurde Jurist. 1796 wurde er zum Regierungsrat in Bonn, anschließend zum Tribunalrat und Kreisdirektor in Köln ernannt. Von Maercken war bekannt für seine wissenschaftlichen Liebhabereien und kleidete sich stets sorgfältig nach der neuesten Mode. Im Jahr 1803 erwarb er das Wasserschloss Myllendonk bei Korschenbroich (Ortsteil Herrenshoff), auf dem er fortan residierte, samt zugehörigen Ländereien von der französischen Regierung. Nach der Gründung des Landkreises Gladbach 1816 wurde von Maercken von König Friedrich Wilhelm III. von Preußen zum Landrat berufen. Er behielt dieses Amt bis zu seinem Tode im Jahr 1833. Das seinem Vorfahr Peter von Maercken 1640 verliehene und auch von ihm geführte Wappen zeigt „In Silber fünf wie Kreuz gestellte rothe mit blauem Ringe belegte Kugeln; blau angelaufener Helm mit weiss- und rother Decke, darauf wachsender (weisser) Schwan“. Da er unverheiratet blieb, vermachte er das Schloss seiner Nichte Elise von Wüllenweber.

## Schriften
- Bericht des Landrats des Kreises Gladbach Franz Gottfried von Maercken, an den Präsidenten der Regierung zu Aachen, August von Reimann. Gladbach, 9. Juli 1821. Abschrift: Landesarchiv NRW, Abt. Rheinland, Regierung Düsseldorf, Nr. 66, Blatt 48-50v, in: Gaby Huch (Hrsg.): Zwischen Ehrenpforte und Inkognito: Preußische Könige auf Reisen. Acta Borussica. Neue Folge. 2. Reihe: Preußen als Kulturstaat. Walter de Gruyter, Berlin 2016, S. 566 (online).

## Archivalien
- Historisches Archiv der Stadt Köln, 1 Stadt Köln, 1.3 Stadt Köln nach 1815, 1.3.6 Soziales, Integration, Umwelt

A 11/61. Enthält u. a.: Briefmanuskript Myllendonck 23. Februar 1778, Lichtschlag, Josef Anton Franziskus (1746-1831), 1773 Rentmeister, seit 1782 Amtmann auf Millendonck, verheiratet 9. Mai 1782 mit Anna Margarethe Elisabeth Philippine Wüllenweber, Witwe des Johann Franz Anton Rudolf von Märcken (†1781 März 1), seines Vorgängers; Karoline, Konstantia und Johanna von Märcken sind seine Stieftöchter, Franziska (* 1783 Apr. 19) seine Tochter: Der junge Herr [Franz Gottfried] von Maercken vom Schloß soll nach Köln zum Studium geschickt werden u. bei W.s [Wüllenweber] Eltern Quartier nehmen, bei seinem Onkel auf der Glockengasse allenfalls speisen. Wegen einer bestimmten Fundation wird er auf dem Laurentianum studieren.
- Landesarchiv NRW Abteilung Rheinland. 2.3. Landratsämter/Kreisbehörden. 2.3.24. Landratsamt Mönchengladbach. 6. Leitung: Franz Gottfried von Maerken (1816–18.06.1833) (http://www.archive.nrw.de › LAV_NRW › jsp › bestand).